# Pegagan Julu III
Pegagan Julu III is een bestuurslaag in het regentschap Dairi van de provincie Noord-Sumatra, Indonesië. Pegagan Julu III telt 1439 inwoners (volkstelling 2010).